# Těšínov (Protivín)
Těšínov (někdy také Těšín) je vesnice, část města Protivín v okrese Písek v Jihočeském kraji. Leží v Českobudějovické pánvi, na pravém břehu řeky Blanice asi 4,5 kilometru východně od Protivína.

## Historie
První písemná zmínka o vesnici pochází z roku 1571.

## Obyvatelstvo
| Rok            | 1869 | 1880 | 1890 | 1900 | 1910 | 1921 | 1930 | 1950 | 1961 | 1970 | 1980 | 1991 | 2001 | 2011 | 2021 |
| -------------- | ---- | ---- | ---- | ---- | ---- | ---- | ---- | ---- | ---- | ---- | ---- | ---- | ---- | ---- | ---- |
| Počet obyvatel | 373  | 372  | 352  | 334  | 356  | 320  | 288  | 211  | 221  | 179  | 133  | 87   | 90   | 75   | 93   |
| Počet domů     | 54   | 56   | 57   | 57   | 60   | 59   | 62   | 60   | 54   | 53   | 45   | 45   | 55   | 55   | 59   |

## Obecní správa
Při sčítání lidu v letech 1850 až 1920 byl Těšínov osadou obce Krč, v letech 1921 až 1960 byl samostatnou obcí, v letech 1961 až 1984 byl znovu částí obce Krč a od 1. ledna 1985 je částí města Protivín.

## Pamětihodnosti
- Zděná zvonice na návsi